# Ca Banús
Ca Banús és una obra amb elements neoclàssics de Valls (Alt Camp) protegida com a Bé Cultural d'Interès Local.

## Descripció
Edifici amb baixos comercials i dues plantes més.
Amplia façana amb un portal de doble full i arc de mig punt. Tant al primer pis com al segon, hi ha quatre forats per planta. A la primera planta, les tres portes estan emmarcades per uns muntants i per unes llindes que dibuixen una simulació de pedra.
A la segona planta, les obertures són circulars.
La façana està rematada amb una cornisa molt simple.
Cal destacar la lluminositat de la façana que té un color característic de tonalitat groguenca, que contrasta amb el color vermellós de l'església del Roser, a la qual toca pel lateral esquerre.